# Josef Busch (Gärtner)
Josef Busch (* 20. Juli 1879 in Itzehoe; † 18. Mai 1956 in Berlin-Pankow) war ein deutscher Gärtner und Vorsitzender des Allgemeinen Deutschen Gärtnervereins.

## Leben und Wirken
Josef Busch wurde als Sohn eines Guts- und Privatgärtners in Itzehoe geboren. Er absolvierte eine Berufsausbildung als Gärtner und arbeitete anschließend für einige Zeit in Lokstedt, das seinerzeit als „Gärtnerdorf“ galt. 1903 ließ er sich in Hamburg nieder, wo er Ende 1908 das Hamburger Bürgerrecht erwarb. Seit 1898 gehörte Busch dem Allgemeinen Deutschen Gärtner-Verein an, der sich aus zumeist jungen Mitgliedern wie Busch zusammensetzte. Die meisten Mitglieder traten dafür ein, den Gärtnerverein mit der freien Gewerkschaftsbewegung zusammenzuführen. Busch beteiligte sich wiederholt organisatorisch, darunter auch als Delegierter für die Belange des Vereins. Am 1. Januar 1904 kam es zum Zusammenschluss des Gärtnervereins mit der Deutschen Gärtnervereinigung. Josef Busch erhielt als dessen erster Mitarbeiter eine Festanstellung. Sein Aufgabenbereich umfasste den „1. Agitationsbezirk“.
Während einer außerordentlichen Generalversammlung wählten die Mitglieder der Freien Gewerkschaften Busch zu ihrem Vorsitzenden. Busch ging als jüngster amtierende Gewerkschaftsvorsitzender nach Berlin, wo er 1912 Bürger Preußens wurde. Busch hatte den Vorsitz aufgrund mehrerer Wiederwahlen mit deutlichen Mehrheiten bis Ende der 1920er Jahre inne. Er hatte entscheidenden Anteil daran, dass der Gärtner-Verein ab 1905 außerordentlich viele Mitglieder hinzugewinnen konnte. Während des Ersten Weltkriegs leistete Busch zeitweise Kriegsdienst. Trotz kriegsbedingt rückläufiger Mitgliederzahlen gelang es ihm, den Gärtner-Verein auch in der Folgezeit fortzuführen. Um ungelernte Kräfte und ausländische Mitglieder gewinnen zu können, setzte sich Busch dafür ein, dem Verein den neuen Namen „Verband der Gärtner und Gärtnereiarbeiter“ zu geben. Die entsprechende Namensänderung erfolgte zum 1. Januar 1919. Bis 1920 konnte Busch 900 Neumitglieder anwerben, die zuvor Mitglieder im bis dahin berufsständisch organisierten Verband Deutscher Privatgärtner gewesen waren.
Josef Busch war Mitglied des Bundesausschusses des ADGB und seit 1921 dessen gewählter Revisor. Er gehörte als Sozialdemokrat vorübergehend der USPD an, wurde nach dem Vereinigungsparteitag 1922 jedoch erneut SPD-Mitglied. Busch versuchte, den erzwungenen Anschluss des Verbands an die geplanten Industriegewerkschaften zu verhindern, erkannte jedoch auch, dass die Gewerkschaften von derartigen Fusion politisch profitieren konnten. Beim Zusammenschluss mehrerer Verbände zum Gesamtverband der Arbeitnehmer der öffentlichen Betriebe und des Personen- und Warenverkehrs, einer Vorgängerorganisation der Gewerkschaft Öffentliche Dienste, Transport und Verkehr, wurde Josef Busch als einziger Gärtner gewähltes Vorstandsmitglied. Von den ungefähr 24.000 Mitgliedern des Gesamtverbands waren 11.300 ,überwiegend junge Gärtner.
Als Vorstandsmitglied leitete Busch in der Abteilung A (Gemeindebetriebe und Verwaltungen) die Reichsfachgruppe für Gärtnerei, Park und Friedhof. 1932 kam auch die Reichsfachgruppe der Landstraßenarbeiter hinzu. Während der Weimarer Republik bedeutete dies für Busch, für bestehende Tarifverträge einzutreten, die vom Freiwilligen Arbeitsdienst bedroht waren. Busch, der seit 1921 dem Vorläufigen Reichswirtschaftsrat angehörte, blieb bis November 1921 Vorstandsmitglied des Verbands. Seine weiteren Verbandstätigkeiten endeten mit der fristlosen Entlassung im Juli 1933. 1934 zog Busch nach Berlin-Niederschönhausen, wo er als selbstständiger Gartenbauer arbeitete. Der Betrieb unter seiner Führung existierte auch nach Ende des Zweiten Weltkriegs 1945.